# Radio 2Day
Radio 2Day est une radio privée régionale de Bavière.

## Histoire
Peter Bertelshofer, étudiant en médecine à l'université de Ratisbonne, dépose en 1984 un projet pour une émission de radio privée à Munich. Le projet s'appelle "Radio 2day", car elle diffusera deux styles musicaux très différents, du rock et de la funk ou de la soul. Elle émet d'abord à Munich sur 96.3 FM.
Elle devient une radio le 29 septembre 1985 sur 92.4 FM. En avril 1986, elle doit partager la fréquence avec 95.5 Charivari de 21h à minuit. Cependant Radio 2Day est plus populaire.
Le 11 avril 1988, Radio 2Day obtient la fréquence de 89 MHz d'abord attribuée à StarSat Radio. Le projet StarSat Radio devient 89 Hit FM, la fréquence est divisée entre 89 Hit FM, Radio 2Day et Rundfunk Neues Europa-RNE.
Après l'attribution d'une fréquence à 89 Hit FM, Radio 2Day obtient plus de temps d'antenne. Le 15 octobre 2004, Radio neues Europa obtient sa propre fréquence et prend le nom de Radio Horeb. Radio 2Day peut émettre toute la journée sur 89 MHz.
En 2002, elle change de programmation musicale en misant davantage sur les "classiques" des années 1970 et 1980 que les morceaux actuels.
Radio 2Day exploite Be4 Classic Rock qui émet en DAB sur Munich.

### Source de la traduction
- (de) Cet article est partiellement ou en totalité issu de l’article de Wikipédia en allemand intitulé « Radio 2Day » (voir la liste des auteurs).